# Chuyện nàng công chúa có ngôi sao vàng trên trán
Chuyện nàng công chúa có ngôi sao vàng trên trán (tiếng Séc: O princezně se zlatou hvězdou na čele) là một câu chuyện cổ tích của nhà văn Božena Němcová.

## Nội dung
Ngày xửa ngày xưa, ở vương quốc nọ có một nàng công chúa tên là Lada. Nàng rất xinh đẹp và kiêu kỳ, ngay từ lúc mới sinh trên trán nàng đã có một ngôi sao vàng chói lọi. Cha của Lada - nhà vua Hostivít - đã già, đó là một ông vua nhân từ nhưng cũng rất nhu nhược.
Một ngày nọ, có những cơn gió độc thổi tràn rất mạnh trên khắp vương quốc của đức vua. rồi từ phương xa, đạo quân hùng hổ dưới sự thống lĩnh của bạo chúa Kazisvět kéo về bao vây lâu đài. Vua Hostivít già nua bị bắt giam, còn nàng Lada đã may mắn trốn thoát được khỏi hoàng cung nhờ sự giúp đỡ của nhũ mẫu, nàng đã thẳng thừng khước từ lời cầu hôn độc địa của Kazisvět.
Trong bộ dạng một cô gái nghèo xấu xí với chiếc áo trùm đầu xám xịt, nàng Lada đã lưu lạc tới một xứ sở xa hơn, ở bên kia cánh đồng lúa mạch của quê hương. Nàng đến bếp ăn của hoàng cung nước ấy và xin làm người rửa chén đĩa.
Có một hôm, hoàng tử Radovan thân hành đến yêu cầu người bếp trưởng chuẩn bị sẵn sàng cho bữa tiệc hoàng gia, Lada kín đáo ngắm nhìn và thầm yêu hoàng tử mà không biết rằng, vua cha chàng đã hứa hôn sự với công chúa Florindella ở nước láng giềng. Bữa tiệc này cũng là để thết đại nhà vua nước đó.
Thế rồi, nàng Lada không ngần ngại năn nỉ ông bếp trưởng vui tính cho phép nàng đặc ân làm một món ăn góp vui cho bữa tiệc. Vậy là chỉ sau khi bữa tiệc linh đình vừa kết thúc, hoàng tử Radovan lại đến và yêu cầu bếp trưởng cho biết về người đã làm ra món ăn ngon nhất hôm nay. Ông ta chỉ ngay cô gái xấu xí kia, và đưa cô tới diện kiến hoàng tử.
Khi Lada gặp Radovan, nàng đã trút bỏ chiếc áo và tiết lộ thân phận thật của mình. Và rồi, trái tim họ đã thuộc về nhau. Mặc cho mọi can ngăn của vua cha, Radovan quyết chí dành trọn cuộc đời bên Lada. Và bằng bản lĩnh phi thường của hoàng tử Radovan, đội quân hòa hợp từ hai vương quốc đã xông xáo đánh bại binh đoàn giáp sắt của tên vua Kazisvět ác độc, đem lại an bình cho xứ sở.
Radovan và Lada bên nhau mãi mãi.

## Nhân vật
- Công chúa Lada
- Hoàng tử Radovan
- Vua Hostivít
- Vua Kazisvět

## Chuyển thể
- Nàng công chúa có ngôi sao vàng trên trán (truyện đọc  1959)